# Brandtneralm
Die Brandtneralm ist eine Alm in der Gemeinde Bad Gastein im österreichischen Bundesland Salzburg.

## Lage und Charakteristik

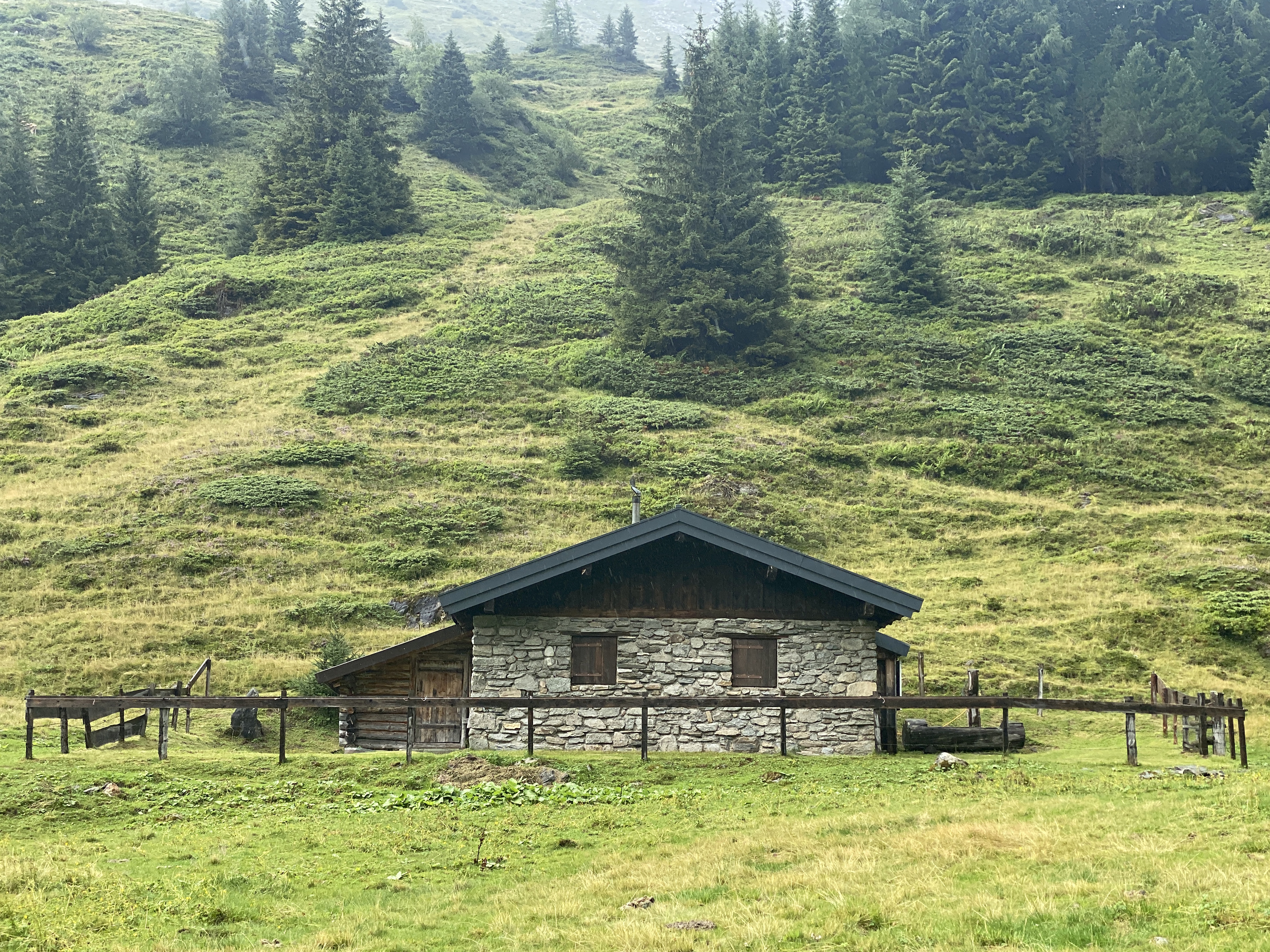
Almhütte der Brandtneralm

Die Brandtneralm liegt im Naßfelder Tal an den südwestlichen Hängen des Kreuzkogels in der Ankogelgruppe. Sie gehört zur Ortschaft Bad Gastein, zur Katastralgemeinde Böckstein und zum Landschaftsschutzgebiet Gasteiner-Tal. Sie befindet sich am rechten Flussufer der Naßfelder Ache.
Über die Brandtneralm erfolgt ein Almabtrieb von Schafen aus höher gelegenen Regionen. Auf dem Areal gibt es zwei Heuanger. Eine Almhütte steht auf einer Höhe von 1625 m ü. A. Am anderen Ufer der Nassfelder Ache verläuft der Weitwanderweg Rupertiweg. Östlich der Almhütte gedeiht eine Heidelbeer-Heide. Bei einer Erhebung der Vogelarten des Gasteinertals in den 1980er Jahren wurde auf der Brandtneralm das Birkhuhn (Tetrao tetrix) als Brutvogel beobachtet.